# Еугеника
Еугеника је примењена наука или био-социјални програм за побољшање и контролу људске врсте и то тако што би требало спречити „инфериорне људе“ да имају децу (негативна еугеника) и подстицати „супериорне“ да се што више размножавају (позитивна еугеника). Појам је настао из две грчке речи (еу- и генос) што би у буквалном преводу значило “добри гени”. Према идеји еугенике, људски прогрес је угрожен ширењем гена (кроз репродукцију) сиромашних, слабих и болесних који би требало да буду елиминисани природном селекцијом.
Еугеника, се може још дефинисати и као „примена закона наслеђивања ради побољшања физичких и психичких карактеристика живих бића, а посебно људи“. 

## Историја
Еугенички покрет вуче порекло са почетка 19. века, и у великој мери се развијао под утицајем Френсиса Галтона (1822—1911) у Уједињеном Краљевству и Чарлса Девенпорта (1866—1944) у САД. Ова два научника су охрабривала узгајање „пожељних“ и репродуктивну контролу „непожељних“ људи. Ова идеологија је у САД довела до појаве законски регулисане еугеничке стерилизације и праве маније за стварањем генетички напредније породице, а самим тим и друштва. Ситуација је у Европи била много страшнија. Хитлер је просто преузео ове идеје и сурово их применио у пракси путем масовне еутаназије „мање вредних“, стерилизације и гасних комора. 
Френсис Галтон, рођак Чарлса Дарвина, студирао је математику на Кембриџу. Напомињао је стално да је потребно развити механизме социјалне контроле у циљу смањивања броја „непожељних“. Учио је да су и хришћанство, које је одувек указивало на неприкосновеност достојанства људске личности, и медицина, која је развила могућности одржавања у животу оних људи који би у супротном умрли од последица физичких, психичких и моралних поремећаја, само кочили напредак људске расе. Између осталог, рекао је: „Када би се само двадесети део средстава које трошимо на побољшање узгоја коња и стоке трошио на побољшање узгоја људи, створили бисмо галаксију генија!“. Галтон је оснивао еугеничка друштва која су имала за циљ да охрабрују „пожељне“ на размножавање као и да се боре против размножавања особа са психијатријским поремећајима, ниским степеном интелигенције, доказаних криминалаца и сл.

### САД
У САД, биолог Чарлс Девенпорт је објавио књигу под називом „Утицај наслеђа у еугеници“. Рад овог научника је био толико успешан да је чак и председник САД Теодор Рузвелт изјавио: „Веома бих волео да се спречи размножавање погрешних људи. Криминалце треба стерилисати, а слабоумним особама забранити да стварају потомство. Акценат треба ставити на узгој пожељних људи.“ У Америци су организована такмичења под именом Фитер фемили контест, и то током двадесетих и тридесетих година 20. века. Те „јаке породице“ су биле оне код којих је било најмање физичких и психичких поремећаја и чије је порекло остало недирнуто. Аутоматски су биле дисквалификоване све породице у којима је дошло до мешања са „нижим расама“, те су на такмичењима учествовале само породице беле расе. Победничке породице су добијале медаљу и изјављивале: „Да, ја имам добро наслеђе!“. Док је са једне стране еугенички покрет стално вршио пропаганду за размножавање генетички здравијих особа, са друге стране су чинили све што је у било у њиховој моћи да спрече рађање „мање вредних“. 
До краја 1930. године, већина америчких држава је имала законску регулативу о стерилизацији. Само 1935. учињено је око 22.000 стерилизација, са пристанком стерилисаних особа или без њега. Познат је случај Кери Бак, младе ментално ретардиране девојке, којој је суд одредио да буде или подвргнута стерилизацији или да буде враћена у институцију за ментално оболеле. Пошто су и њена бака и мајка биле донекле слабоумне, судија Оливер Вендал Холмс је рекао следеће: „Три генерације имбецила су довољне“, након чега је наредио стерилизацију. 
Једна од најмоћнијих еугеничких организација била је Међународна федерација за планирано родитељство (ИППФ). Основана је 1916. године у САД (под именом Америчка лига за контролу рађања). Оснивач и водећи идеолог ове организације је Маргарет Сангер, лекар из САД. За Сангерову је примена еугеничких принципа подразумевала систематско елиминисање свих људи за које је сматра да представљају „мање вредне“, путем вештачких абортуса и контроле рађања, а све са циљем стварања расе супер-интелектуалаца. Њујорк тајмс је, између осталог, објавио и ове њене речи: „Циљ контроле рађања је стварање Супермена.“ Циљеви њене еугеничке филозофије су следећи: 1. подићи ниво интелигенције у општој популацији; 2. споро повећање популације; 3. онемогућити имиграцију оних људи за које се зна да су мање вредне психофизичке конституције; 4. применити строгу политику стерилизације и сегрегације над мање вредним групама људи; 5. обезбедити одвојене фарме на којима би радили ови издвојени људи, и то под строгом контролом за то обучених особа итд.
Управо када су нацисти почели са спровођењем својих злодела, Маргарет Сангер и њени истомишљеници 1942. године мењају назив организације у Америчку федерацију за планирано родитељство (која је данас огранак истоимене међународне организације). Од тада па све до данашњих дана, уместо термина еугеника, побољшање расе, елиминација мање вредних људи итд, користи се термин планирано родитељство, а као основни циљ целокупне активности Међународне федерације за планирано родитељство наводи се „решавање питања пренасељености планете“.

### Нацистичка Немачка
Најужаснија примена еугеничких принципа се догодила у нацистичкој Немачкој. Медисон Грант, оснивач расистичког покрета у Америци, је изјавила: „Наше погрешно сентиментално веровање у светињу људског живота има за циљ само да спречи елиминацију поремећене деце и стерилизацију одраслих особа које нису од користи друштву. Закони природе налажу уклањање непожељних, а људски живот има вредност само онда када је у служби друштва или расе.“ 
Херман Раушнинг тако наводи Хитлерове речи на једном састанку: „Морамо да смањимо становништво и треба да разрадимо технику депопулације... Под тим ја не подразумевам обавезно уништење, него просто мере за гушење њихове огромне природне плодности. Постоји много путева, систематских и релативно безболних, у сваком случају бескрвних, да бисмо навели непожељне расе да изумру.“ 
Већ 14. јула 1933. године Хитлерова Немачка је увела Закон о спречавању рађања потомства код људи са наследним болестима, што је довело до тога да између 320.000 и 350.000 људи буде подвргнуто стерилизацији.

## Савремена еугеника
Савремена еугеника огледа се углавном у пропагандном деловању, подржано могућностима генетичке технологије. Једна од таквих организација, посвећених спречавању рађања деце са урођеним аномалијама, је 1993. године је објавила следеће податке: 11% родитеља би абортирало дете ако се докаже склоност ка развоју гојазности, 75% би исто учинило у случају да се открије нека урођена физичка аномалија, а 43% би пристало на генетички инжењеринг у циљу психофизичког појачања свог потомка. 
Нови еугенички покрети нуде новац младим девојкама за њихове јајне ћелије. Обично се траже девојке беле расе, висине око 180 cm, високе интелигенције и без физичких недостатака, са добрим резултатима на пољима математике, уметности или спорта. На сличан начин откупљују сперму „успешних мушкараца“ стварајући банке генетичког материјала за стварање супер-расе.
За потребе негативне еугенике користе се могућности модерне генетике - пренатална дијагностика. Она се односи на различите дијагностичке процедуре, као што је амниоцентеза, које за циљ имају рано откривање урођених аномалија детета. Еугенички покрети лобирају да овакви прегледи постану законска обавеза у току трудноће а да плодови за које се утврди да имају урођене аномалије буду уништени.